# Ань Юйлун
Ань Юйлун (кит. трад. 安•玉龙, англ. An Yulong, род. 23 июля 1978 года в гор. Цзилинь провинции Цзилинь) — китайский шорт-трекист. Серебряный и бронзовый призёр Олимпийских игр в Нагано и бронзовый призёр в Солт-Лейк-Сити, 3-хкратный чемпион мира.

## Спортивная карьера
Ань Юйлун начал кататься на коньках в возрасте 7 лет, когда пришёл в спортивную школу "Цзилинь Нефтехимик", где тренировался под руководством тренера Ван Яньцю. На 3-м курсе любительской спортивной школы Ань Юйлун занял 1-е место на соревнованиях в провинции Цзилинь. В 1991 году он был выбран в городскую спортивную школу Чанчуня, и в том же году он был выбран в спортивную команду Чанчуня. В 1995 году занял в эстафете 1-е место в эстафете на национальном чемпионате. В следующем году на чемпионате Китая вновь выиграл золото эстафеты, а также выиграл дистанции 1000 и 3000 метров.
В январе 1997 года выиграл бронзовую медаль в эстафете на зимней Универсиаде в Муджу, а осенью начал выступления на Кубке мира, и на этапе в Канаде выиграл 1 место в эстафете, а на этапе в Японии занял 1-е место на 500 метров. В 1998 году на Национальном чемпионате выиграл в беге на 1000 м и занял 3-е место в эстафете. В 1998 году Ань Юйлун попал в национальную сборную и сразу выступил на Олимпийских играх в Нагано, где выиграл сначала серебро на 500 метров, а через день стал третьим в эстафете.
Следом проходил чемпионат мира в Вене, на котором Юйлун в эстафете вновь оказался бронзовым призёром, как и на прошедшей Олимпиаде. В феврале 1999 года на 9-х Национальных зимних играх он занял 1-е место на дистанции 500 метров, 1-е место в эстафете (превзойдя мировой рекорд и рекорд Азии), на 1000 метров превзошел азиатский рекорд, а на 3000 метров превзошел азиатский рекорд и побил национальный рекорд.
В марте вместе с Фэн Каем, Ли Цзяцзюнем и Юань Е выиграл золото чемпионата мира в Софии в эстафете, а позже одержал победу на командном чемпионате мира в Сент-Луисе. В том же году была одержана победа в эстафете на Азиатских играх в Канвоне.
Начало 2000 года для Ань Юйлуна сложилось удачно, он занял 2-е место в забеге на 1000 м и была одержана очередная победа в эстафете на чемпионате мира в Шеффилде, но дальше был провал, за сезон лишь раз занял 2-е место на этапе Кубка мира. В 2001 году в Чонджу взял бронзу эстафеты, и серебро в команде на мировом первенстве в Минамимаки.
Заключительный свой сезон Ань начал с Олимпийских игр в Солт-Лейк-Сити, где была выиграна бронзовая медаль всё той же эстафеты. В апреле 2003 года Ань завершил свою карьеру спортсмена.

## Карьера тренера
С 2002 года по 2006 год тренировал юношескую сборную Китая. Во второй половине 2005 года был выбран в женскую молодежную сборную Китая в качестве главного тренера, а 5 сентября 2006 года Ань стал главным тренером сборной России по шорт-треку в национальной сборной России и тренировал вплоть до Олимпиады в Ванкувере. После 2010 года стал тренером в команде провинции Цзилинь. В настоящее время он является главным тренером молодежной сборной провинции Цзилинь.